# 夏の終わりにII 〜Lookin' for the eighth color of the rainbow〜
『夏の終わりにII 〜Lookin' for the eighth color of the rainbow〜』（なつのおわりに セカンド 〜ルッキン・フォー・ジ・エイス・カラー・オブ・ザ・レインボー〜）は、1994年8月6日 にZAIN RECORDSから発売されたT-BOLANのアコースティックアルバム第2弾。

## 内容
“夏の終わりに”をコンセプトとするアコースティックアルバム。新曲「Lookin' for the eighth color of the rainbow」を含む全6曲。

## 収録曲
全編曲:T-BOLAN・葉山たけし
1. 悲しみが痛いよ 〜Acoustic version〜
  - 作詞・作曲:川島だりあ

1stシングル。
2. 泥だらけのエピローグ 〜Acoustic version〜
  - 作詞・作曲:森友嵐士

4thアルバム『HEART OF STONE』収録曲。
3. Lookin' for the eighth color of the rainbow 〜8番目の虹の色をさがしに〜
  - 作詞・作曲:森友嵐士

新曲。
4. すれ違いの純情 〜Acoustic version〜
  - 作詞:森友嵐士、作曲:織田哲郎

8thシングル。
5. シャイなJealousy 〜Acoustic version〜
  - 作詞・作曲:森友嵐士

7thシングル『おさえきれない この気持ち』のカップリング曲。
6. マリア 〜Acoustic version〜
  - 作詞・作曲:森友嵐士

新曲。後に12thシングルとして、アップ・テンポバージョンでシングル・カットされる。

## 参加ミュージシャン
- 小野塚晃